# Campylocentrum spannagelii
Campylocentrum spannagelii är en orkidéart som beskrevs av Frederico Carlos Hoehne. Campylocentrum spannagelii ingår i släktet Campylocentrum och familjen orkidéer. Inga underarter finns listade i Catalogue of Life.